# Mouacourt
Mouacourt ist eine französische Gemeinde mit 75 Einwohnern (Stand 1. Januar 2022) im Département Meurthe-et-Moselle in der Region Grand Est (bis 2015 Lothringen). Sie gehört zum Arrondissement Lunéville und zum Gemeindeverband Pays du Sânon.

## Geografie
Die Gemeinde Mouacourt liegt auf 230 m Meereshöhe, etwa 18 Kilometer nordöstlich der Stadt Lunéville und etwa 40 Kilometer östlich von Nancy.
Das Gemeindeareal umfasst einen Abschnitt des oberen Sânon-Tales. Parallel zum Sânon verläuft der Rhein-Marne-Kanal. Die Südhälfte des 8,53 km² großen Gemeindegebietes ist bewaldet (Bois des Hauts Chênes). Nach Süden steigt das Terrain allmählich an; es erreicht im südlichsten Zipfel den Sattel Carrefour de la Croix Bastien, der zum Einzugsgebiet der Vezouze überleitet. Die Nordhälfte der Gemeinde ist durch Acker- und Weideflächen geprägt.
Nachbargemeinden von Mouacourt sind Coincourt im Norden, Xures im Osten, Emberménil im Südosten, Laneuveville-aux-Bois im Süden (Berührungspunkt) sowie Parroy im Westen.

## Geschichte
Der Ortsname entwickelte sich aus Mouvaucourt (1669) über Moacourt (1719) zum heutigen Mouacourt. Im Ancien Régime gehörte das Dorf zum Besitz des Stiftes Saint-Léger de Marsal.
Am 1. Januar 1973 wurde Mouacourt zusammen mit den Nachbarorten Coincourt und Xures nach Parroy eingemeindet. Diese Gemeindefusion wurde am 1. Januar 1987 wieder aufgehoben.

### Bevölkerungsentwicklung
| Jahr      | 1946 | 1954 | 1962 | 1968 | 1990 | 1999 | 2006 | 2014 | 2021 |
| Einwohner | 102  | 91   | 101  | 95   | 66   | 76   | 72   | 74   | 73   |

In den Jahren 1841 und 1846 wurde mit jeweils 312 Bewohnern die bisher höchsten Einwohnerzahlen ermittelt. Die Zahlen basieren auf den Daten von cassini.ehess und INSEE.

## Sehenswürdigkeiten
- Kirche St. Nikolaus (Église Saint-Nicolas)

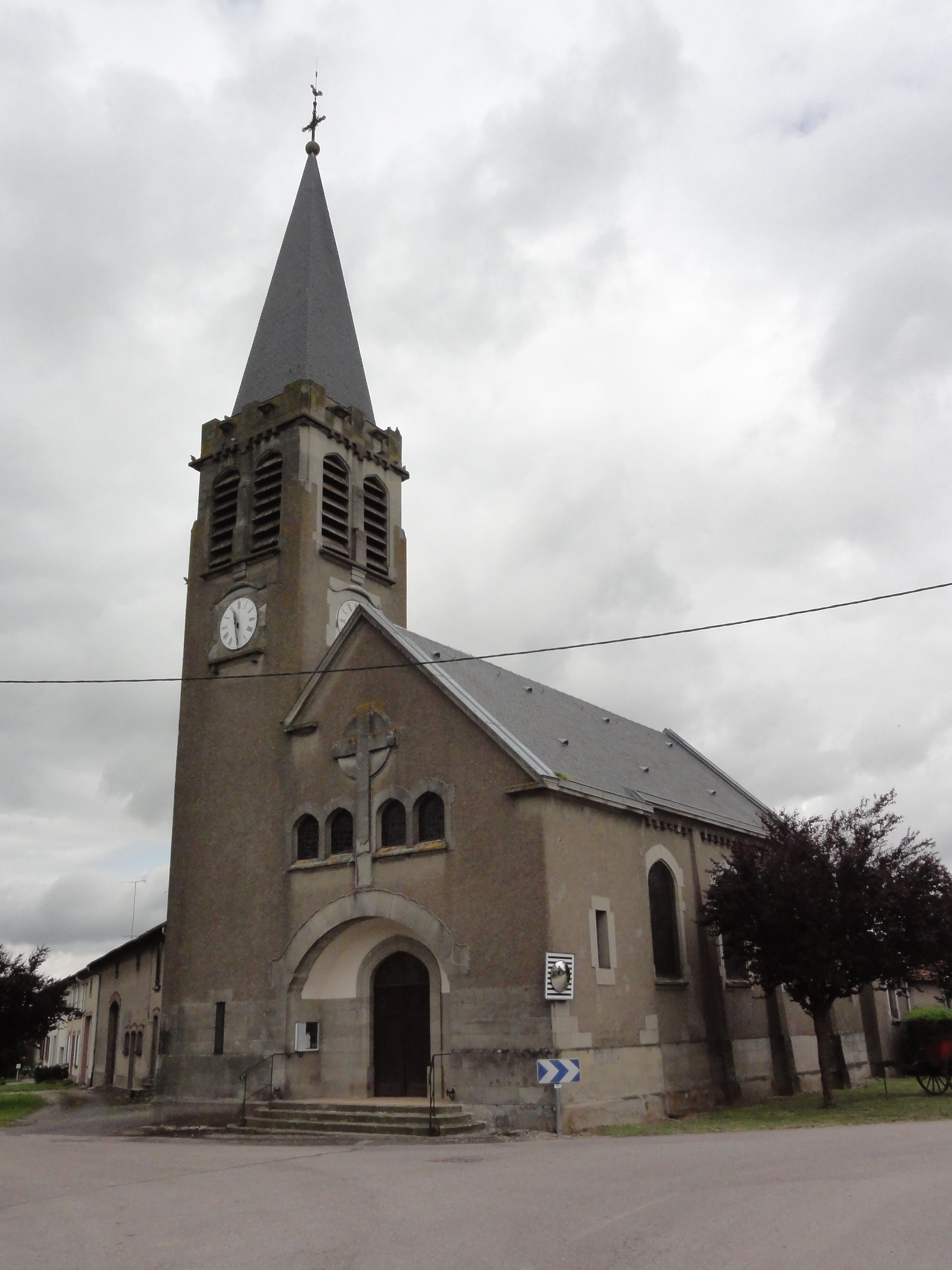
Kirche Saint-Nicolas
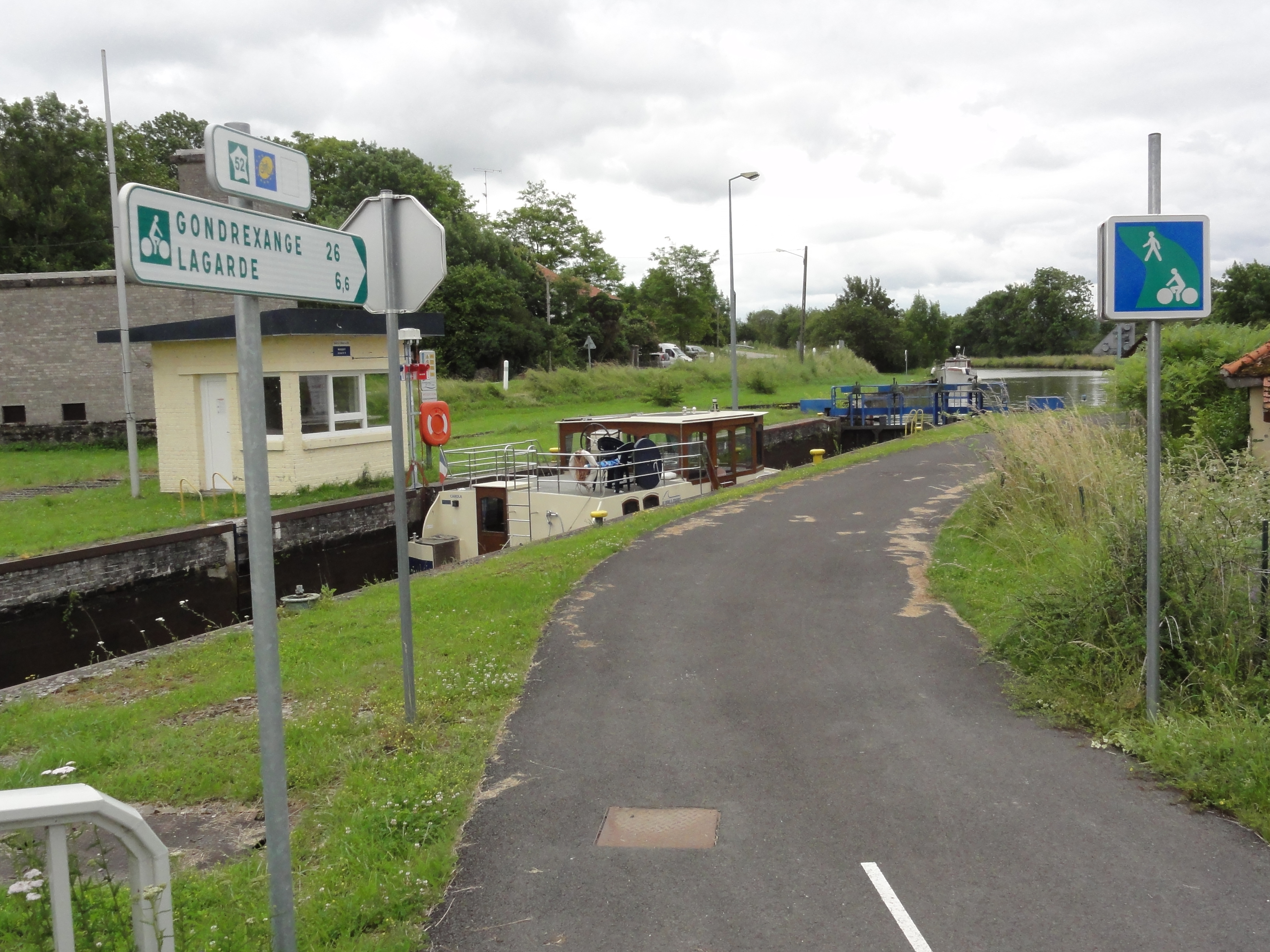
Schleuse am Rhein-Marne-Kanal in Mouacourt

## Wirtschaft und Infrastruktur
In der Gemeinde sind sechs Landwirtschaftsbetriebe ansässig (Getreideanbau, Milchviehhaltung).
Durch die Gemeinde Mouacourt führt die Fernstraße D 2 von Dombasle-sur-Meurthe über Lagarde in Richtung Sarrebourg. Weitere Straßen verbinden das Dorf mit den Nachbargemeinden Coincourt und Laneuveville-aux-Bois. In der 16 Kilometer südlich gelegenen Gemeinde Bénaménil nesteht ein Anschluss an die autobahnartig ausgebaute RN 4 von Nancy nach Straßburg.

## Belege
1. ↑  Henri Lepage: Dictionnaire topographique du département de la Meurthe, Verlag Imprimerie impériale, Paris 1862 (französisch)
2. ↑  Mouacourt auf cassini.ehess
3. ↑  Mouacourt auf INSEE
4. ↑  Landwirtschaftsbetriebe auf annuaire-mairie.fr (französisch)